# فلاديمير هيريرا
فلاديمير هيريرا (بالإسبانية: Wladimir Herrera)‏ هو مدرب كرة قدم ولاعب كرة قدم تشيلي، ولد في 12 ديسمبر 1981 في بويرتو مونت في تشيلي. لعب مع ديبورتيس ميليبيلا.

## وصلات خارجية
- فلاديمير هيريرا على موقع قاعدة بيانات كرة القدم.إي يو (الإنجليزية)
- فلاديمير هيريرا على موقع Soccerway.com (الإنجليزية)
- فلاديمير هيريرا على موقع AS.com (الإسبانية)